# Buch der Balladen (álbum de Faun)
Buch der Balladen es el sexto álbum de Faun, fue lanzado el 20 de noviembre de 2009.
Presenta principalmente baladas medievales y tiene la particularidad de haber sido grabado solo con instrumentos acústicos.

## Lista de canciones
| N.º | Título                  | Duración |  |
| 1.  | «Prolog»                | 0:27     |  |
| 2.  | «Sigurdlied»            | 4:06     |  |
| 3.  | «Herr Heinerich»        | 7:20     |  |
| 4.  | «Senpolska»             | 5:29     |  |
| 5.  | «Tanz über die Brücke»  | 4:05     |  |
| 6.  | «Brynhildur Táttur»     | 1:47     |  |
| 7.  | «Nahtegal»              | 2:32     |  |
| 8.  | «Jahrtausendalt»        | 4:55     |  |
| 9.  | «Der wilde Wassermann»  | 7:02     |  |
| 10. | «Belle Dame Sans Merci» | 4:48     |  |

| N.º | Título                              | Duración |  |
| 11. | «Brynhilds Lied» (edición especial) | 9:50     |  |